# Киселёвское сельское поселение (Заветинский район)
Киселёвское сельское поселение — муниципальное образование в Заветинском районе Ростовской области.
Административный центр поселения — село Киселёвка.

## История
Село Кисилёвка, которое ныне является административным центром Киселёвского сельского поселения, было образовано в 1849-1850 гг. возле реки Акшибай. Получило своё название в честь графа Павла Дмитриевича Киселёва, который был крупным государственным и военным деятелем эпохи императора Николая I.
До Октябрьской революции село Кисилёвка являлось центром волости и входило в состав Черноярского уезда Астраханской губернии. Здесь же размещалось волостное правление, а также тюрьма, церковь, мужская и женская школы.
Во время Гражданской войны в Кисилёвке произошло столкновение между сторонниками и противниками советской власти. Осенью 1918 года местные казаки разгромили местный большевистский волостной исполнительный комитет. Весной 1920 года район был занят войсками Красной армии.
В середине 1920-х годов в Кисилёвке было организовано товарищество по совместной обработке земли (сокращённо — ТОЗ).
В октябре 1929 года в селе был организован первый колхоз. В 1935 году в нём появились первые тракторы.
В 1930 году здесь была построена начальная школа.
Летом 1942 года, во время Второй мировой войны, район был оккупирован немецкими и румынскими войсками. В конце декабря того же года они были вытеснены частями 91-й стрелковой Мелитопольской дивизии.

## Состав сельского поселения
| № | Населённый пункт | Тип населённого пункта       | Население |
| - | ---------------- | ---------------------------- | --------- |
| 1 | Киселёвка        | село, административный центр | 1701      |
| 2 | Лобов            | хутор                        | ↘66       |

## Население
| 2010  | 2012  | 2013  | 2014  | 2015  | 2016  | 2017  |
| ----- | ----- | ----- | ----- | ----- | ----- | ----- |
| 1767  | ↘1735 | ↘1717 | ↗1722 | ↗1732 | ↗1735 | ↘1718 |
| 2018  | 2019  | 2020  | 2021  |       |       |       |
| ↘1702 | ↘1685 | ↘1666 | ↘1653 |       |       |       |